# Trans Europe Express
Az 1977-es Trans Europe Express (németül Trans Europa Express) a Kraftwerk hatodik nagylemeze. Az album 119. lett az amerikai listákon. Szerepel az 1001 lemez, amit hallanod kell, mielőtt meghalsz című könyvben.

## Az album dalai
| 1. | Europe Endless      | Ralf Hütter       | Hütter, Florian Schneider      | 9:35 |
| 2. | The Hall of Mirrors | Hütter, Schneider | Hütter, Schneider, Emil Schult | 7:50 |
| 3. | Showroom Dummies    | Hütter            | Hütter                         | 6:10 |

| 1. | Trans Europe Express | Hütter            | Hütter, Schult | 6:52 |
| 2. | Metal on Metal       | Hütter            |                | 6:44 |
| 3. | Franz Schubert       | Hütter            |                | 4:25 |
| 4. | Endless Endless      | Hütter, Schneider |                | 0:55 |

## Közreműködők
- Ralf Hütter – ének, szintetizátor, orchestron, synthanorma-sequenzer, elektromos hangszerek, producer
- Florian Schneider – ének, vocoder, votrax, szintetizátor, elektromos hangszerek, producer
- Karl Bartos – elektromos ütőhangszerek
- Wolfgang Flür – elektromos ütőhangszerek

## Fordítás
- Ez a szócikk részben vagy egészben a Trans-Europe Express (album) című angol Wikipédia-szócikk ezen változatának fordításán alapul.  Az eredeti cikk szerkesztőit annak laptörténete sorolja fel. Ez a jelzés csupán a megfogalmazás eredetét és a szerzői jogokat jelzi, nem szolgál a cikkben szereplő információk forrásmegjelöléseként.